# جيمس هيغينز (لاعب كريكت)
جيمس هيغينز (13 مارس 1877 - 19 يوليو 1954) (بالإنجليزية: James Higgins)‏ هو لاعب كريكت بريطاني (وحمل سابقاً جنسية المملكة المتحدة لبريطانيا العظمى وأيرلندا).